# Binh đoàn số 1 (Phổ-Đức)
Binh đoàn số 1 (tiếng Đức: 1. Armee) là một đại đơn vị quân sự  của Phổ trong Chiến tranh Pháp–Phổ năm 1870-1871. Đơn vị này từng chiến đấu ở Lorraine vào đầu cuộc chiến và sau đó chuyển sang chiến trường mới ở miền bắc nước Pháp.

## Hình thành
Sau Chiến tranh Áo – Phổ và việc thành lập Liên bang Bắc Đức, Thủ tướng Phổ Otto von Bismarck đã ký kết hiệp ước liên minh phòng vệ chung với các tiểu quốc Nam Đức còn lại, cung cấp hành động chung trong trường hợp xảy ra xung đột với nước ngoài. Khi vụ bê bối Mật điện Ems nổ ra (13 tháng 7 năm 1870) và lời tuyên chiến sau đó của Pháp cho thấy rằng một cuộc chiến tranh đã trở nên không thể tránh khỏi.
Chiến tranh đã nổ ra. Trong khi Binh đoàn 3 đột nhập vào khu vực phía nam ở Alsace, Binh đoàn số 1 ở phía nam Luxembourg tiến đến hội quân ở Moselle, phía sau họ là Binh đoàn 2. Tổng tư lệnh Binh đoàn 1 là Thượng tướng Bộ binh Karl Friedrich von Steinmetz, Tổng tham mưu trưởng là Thiếu tướng Oscar von Sperling. Sau khi Binh đoàn 1 hội quân, tổng binh lực của binh đoàn này là 75.000 người, với 9.500 kỵ binh và 288 khẩu pháo. Khi bắt đầu cuộc chiến, tổng hành dinh của binh đoàn đặt tại Koblenz.

## Biên chế chủ lực ngày 31 tháng 8 năm 1870

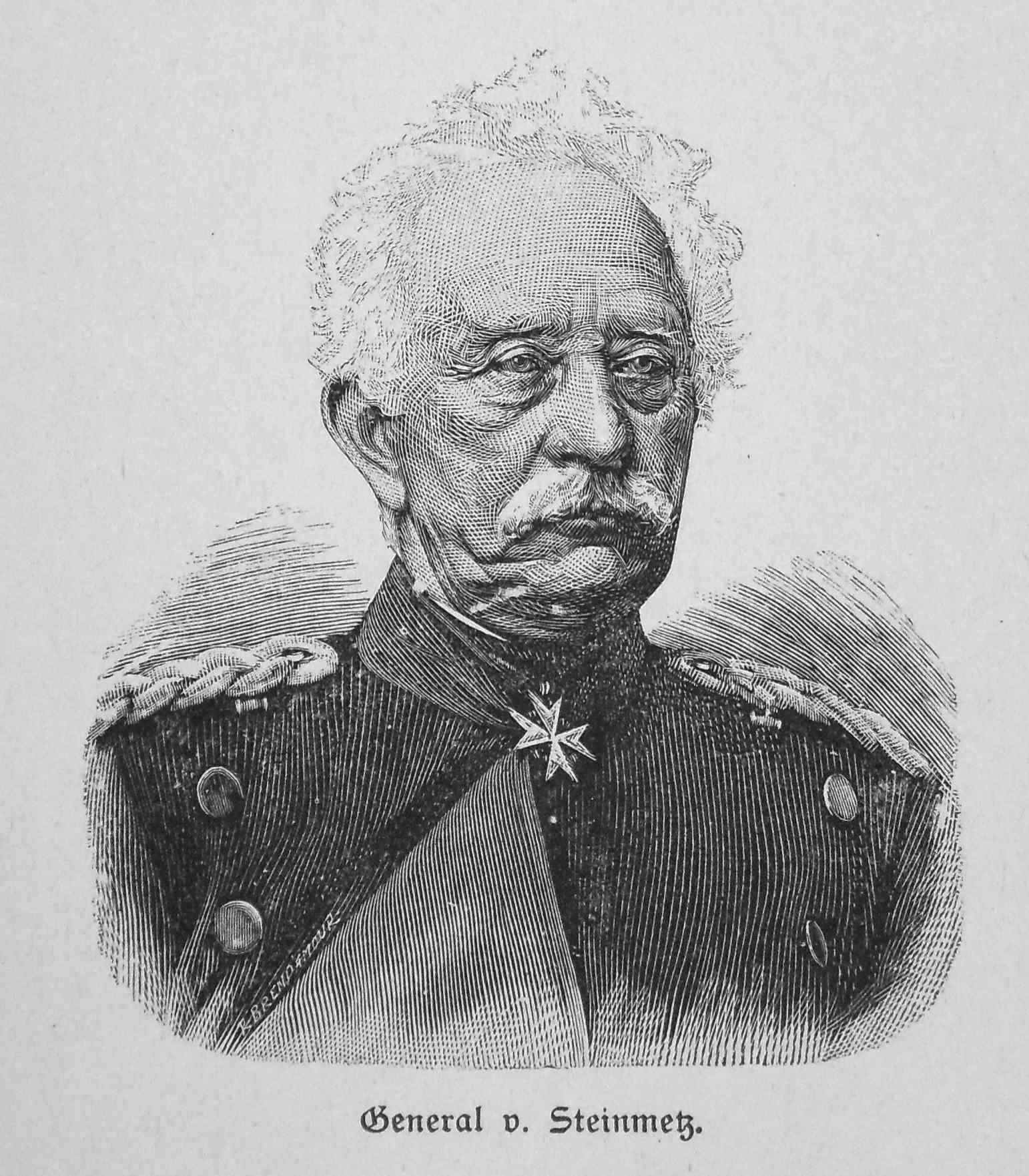
Tổng tư lệnh Karl Friedrich von Steinmetz

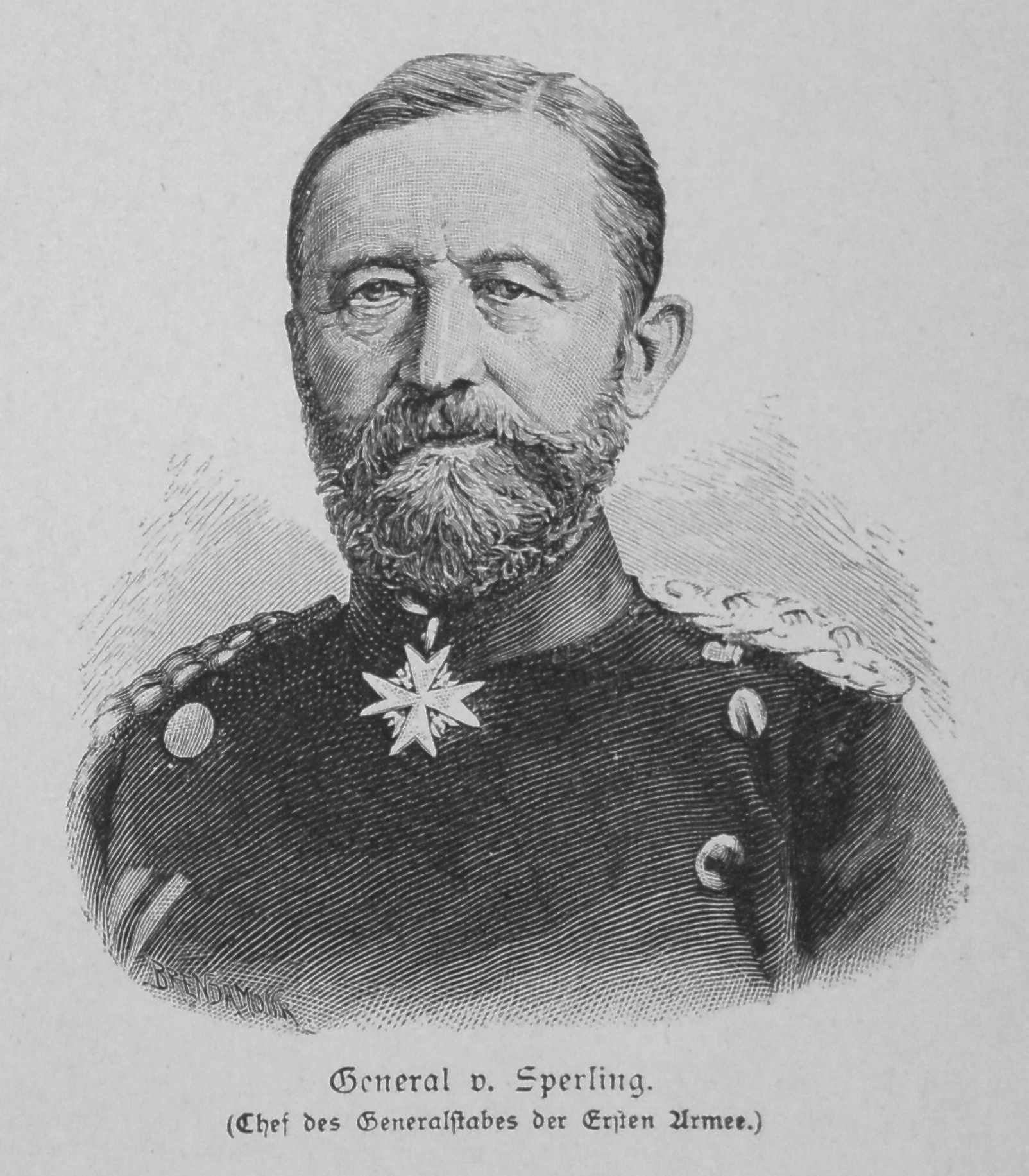
Tổng tham mưư trưởng Oskar von Sperling

Quân đoàn VII dưới quyền Thượng tướng bộ binh Heinrich Adolf von Zastrow
- Sư đoàn 13 bộ binh : Trung tướng Adolf von Glümer
- Sư đoàn 14 bộ binh : Trung tướng Georg von Kameke

Quân đoàn VIII dưới quyền Thượng tướng Bộ binh August Karl von Goeben
- Sư đoàn 15 bộ binh : Trung tướng Ludwig von Weltzien
- Sư đoàn 16 bộ binh : Trung tướng Albert von Barnekow
- Sư đoàn 3 kỵ binh : Trung tướng Georg von der Gröben

Quân đoàn I dưới quyền Thượng tướng kỵ binh Edwin von Manteuffel
- Sư đoàn 1 bộ binh : Trung tướng Georg Ferdinand von Bentheim
- Sư đoàn 2 bộ binh : Trung tướng Gustav von Pritzelwitz
- Sư đoàn 1 kỵ binh : Trung tướng Julius von Hartmann [1]

Tổng binh lực của Binh đoàn 1 là: 75 tiểu đoàn, 64 phân đội và 45 khẩu đội 

## Lược sử tham chiến

### Khởi đầu
Binh đoàn 1 được thành lập ban đầu từ các quân đoàn VII, VIII và các sư đoàn kỵ binh 1 và 3. Sau đó tiếp tục nhập thêm Quân đoàn I, tổng cộng 75 tiểu đoàn, 64 phân đội và 45 khẩu đội. Tất cả đều là các đơn vị của Phổ. Binh đoàn được bố trí ở cánh phải mặt trận. Tướng von Steinmetz ban đầu muốn tự mình bắt đầu chiến dịch nhưng ông buộc phải tuân theo chỉ thị từ Tổng hành dinh của tướng Montke, chờ cho việc triển khai Binh đoàn 2 dưới quyền của Vương tử Friedrich Karl thực hiện xong. Ngày 6 tháng 8 năm 1870, von Steinmetz đã ra lệnh tấn công Spicheren Höhen mà không đợi mệnh lệnh từ Tổng hành dinh, đồng thời tuyến hành quân của Binh đoàn 1 lại chồng lấn với Binh đoàn 2. Điều này đã gây ra mối bất hòa giữa hai chỉ huy binh đoàn. Trận giao chiến kết tiếp, von Steinmetz lại tiếp tục cho Binh đoàn 1 vào tham chiến, trái với ý định của Tổng ham mưu trưởng von Moltke. Điều này dẫn đến việc Tổng tư lệnh Binh đoàn sông Rhin của Pháp, Thống chế Bazaine, đã kịp ra lệnh cho binh đoàn của mình rút lui về bảo vệ Pháo đài Metz, thoát khỏi mối đe dọa bao vây của lực lượng Đức.
Binh đoàn 1 dưới sự chỉ huy của tướng Steinmetz tiếp cận Metz với Quân đoàn I. Ở cánh bên phải, Sư đoàn 3 kỵ binh dưới quyền của Bá tước von der Groeben đã dọn sạch quân Pháp cho đến Pháo đài Thionville và đảm bảo ngăn ngừa mọi mối đe dọa tấn công bên sườn từ phía bắc. Ngày 14 tháng 8 năm 1870, lực lượng quân Pháp, gồm Quân đoàn 6 (Canrobert) và phần lớn Quân đoàn 2 (Frossard), đã vượt qua bờ trái sông Moselle khi trước khi tướng von Manteuffel tự mình quyết định mở cuộc tấn công nhằm giữ chân quân đoàn Pháp còn lại ở bờ phải sông Moselle. Bazaine dừng việc tiến quân về phía tây và chấp nhận giao chiến tại Trận Colombey-Nouilly . Vì các đơn vị của Quân đoàn I Phổ vẫn còn ở phía sau nên Quân đoàn VII (von Zastrow) phát động cuộc tấn công đầu tiên bằng sư đoàn 13. Vài giờ sau, Quân đoàn I cũng vào trận và cùng với Sư đoàn 1 (von Bentheim) tấn công Montoy. Trong khi điều này giúp ổn định cuộc chiến không cân sức trên đỉnh Colombey, thì vị thế của Sư đoàn 3 Phổ (von Pritzelwitz) ở cánh phải xung quanh Nouilly có vấn đề. Trận đánh được quyết định vào lúc 18 giờ 45, khi Sư đoàn 14 xuất hiện ở Colombey. Đồng thời, từ phía Nam, các đơn vị của Quân đoàn IX (Binh đoàn 2) tiến đánh mạnh mẽ vào cánh phải vị trí của quân Pháp tại làng Mercy le Haut.
Ngày 15 tháng 8, Quân đoàn II Phổ dưới sự chỉ huy của tướng von Fransecky tiến vào chiến trường và tấn công quân Pháp.
- Sư đoàn 3 bộ binh: Thiếu tướng Mathias Andreas Ernst von Hartmann
- Sư đoàn 4 bộ binh: Trung tướng Benno Hann von Weyhern

Trong trận Gravelotte, chỉ các quân đoàn VII và VIII của Binh đoàn 1 tham chiến trong khi các đơn vị còn lại trấn thủ bên hữu ngạn sông Moselle trước Metz. Dù vậy, các đơn vị Pháp dưới quyền Bazaine vẫn bị đánh thiệt hại nặng, và đến ngày 20 tháng 8, bị bao vậy trong pháo đài Metz với khoảng 180.000 người.

### Cuộc vây hãm Metz

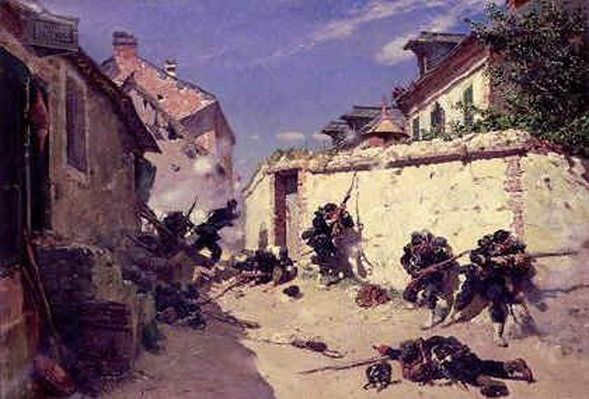
Phòng thủ Metz. Tranh của Alphonse de Neuville.

Cả 2 binh đoàn 1 và 2 của Phổ được lệnh đóng lại Metz và tiếp tục vây hãm binh đoàn sông Rhin Pháp bị mắc kẹt trong pháo đài Moselle. Quyền Tổng chỉ huy chiến trường của cả 2 binh đoàn được trao cho Vương tử Friedrich Karl. Điều này, đã làm cho tướng von Steinmetz, cho đến lúc đó là chỉ huy một đạo quân độc lập, giờ đây lại được đặt dưới sự chỉ huy của vị vương tử trẻ tuổi, cảm thấy bị thương tổn sâu sắc. Để giải quyết những tranh cãi trong giới chỉ huy cấp cao, tướng Steinmetz đã được miễn nhiệm chức vụ chỉ huy và được bổ nhiệm làm Tổng đốc Poznań theo ý chỉ của vua Phổ. Cho đến khi có thông báo mới, các chỉ huy cấp cao của Binh đoàn 1 và 2 đều đặt dưới quyền của Vương tử Friedrich Karl.
Mặc dù vậy, một phần Binh đoàn 1 vẫn được đặt dưới sự chỉ huy của tướng von Manteuffel, để sau khi pháo đài Metz thất thủ, để đề phòng, cơ quan chỉ huy có thể được chuyển dụng cho các hoạt động khác. Trong cuộc bao vây Metz, tướng von Manteuffel nắm quyền chỉ huy tối cao ở bờ đông sông Moselle, Quân đoàn I  đóng quân ở hai bờ sông Seille, giữa Servigny và Rupigny trên đỉnh Pouilly; còn Quân đoàn II thì giữa Remilly và Pont-à-Mousson.
Trong tình thế bị vậy ngặt, Thống chế Bazaine dự kiến dùng dùng hết binh lực còn lại đột phá vòng vây của kẻ thù ở hữu ngạn Moselle, vượt qua Moselle tại Diedenhofen và nhập vào đạo quân của Thống chế MacMahon đang hành quân về hướng Sedan. Tuy nhiên, nỗ lực đột phá được lên kế hoạch kỹ lưỡng của Bazaine đã tan vỡ với các thất bại trong Trận Noisseville.

### Tham chiến trên Somme, tiến vào Normandie
Sau khi Pháo đài Metz đầu hàng vào cuối tháng 10 năm 1870, Binh đoàn 1 được rảnh tay. Một phần của binh đoàn (gồm Quân đoàn VIII và một bộ phận của Quân đoàn I) dưới quyền tướng von Manteuffel đã di chuyển đến Somme để đảm bảo cuộc bao vây Paris chống lại Binh đoàn phương Bắc (tiếng Pháp: Armée du Nord) mới thành lập của Pháp.
Sau nhiều cuộc giao chiến nhỏ của các đơn vị trinh sát, ngày 27 tháng 11, trận giao chiến thực sự đã nổ ra  gần làng Villers-Bretonneux, phía đông chiến trường chính Amiens. Trong trận Amiens, Binh đoàn phương Bắc của Pháp, dưới sự chỉ huy của tướng Jean-Joseph Farre, đã giao chiến với Quân đoàn VIII Phổ, dưới quyền tướng von Goeben. Quân Pháp nhanh chóng thất bại và tìm cách rút về bảo vệ pháo đài Arras. Ngày 28 tháng 11, Quân đoàn VIII dưới sự chỉ huy của tướng von Goeben đã tiến chiếm thành phố Amiens, bức hàng quân Pháp trong pháo đài. Sau đó, Binh đoàn 1 đã vượt qua Normandie, tiếp chiến với một đạo quân Pháp đang tập hợp lại dưới sự chỉ huy của tướng Louis Faidherbe. 

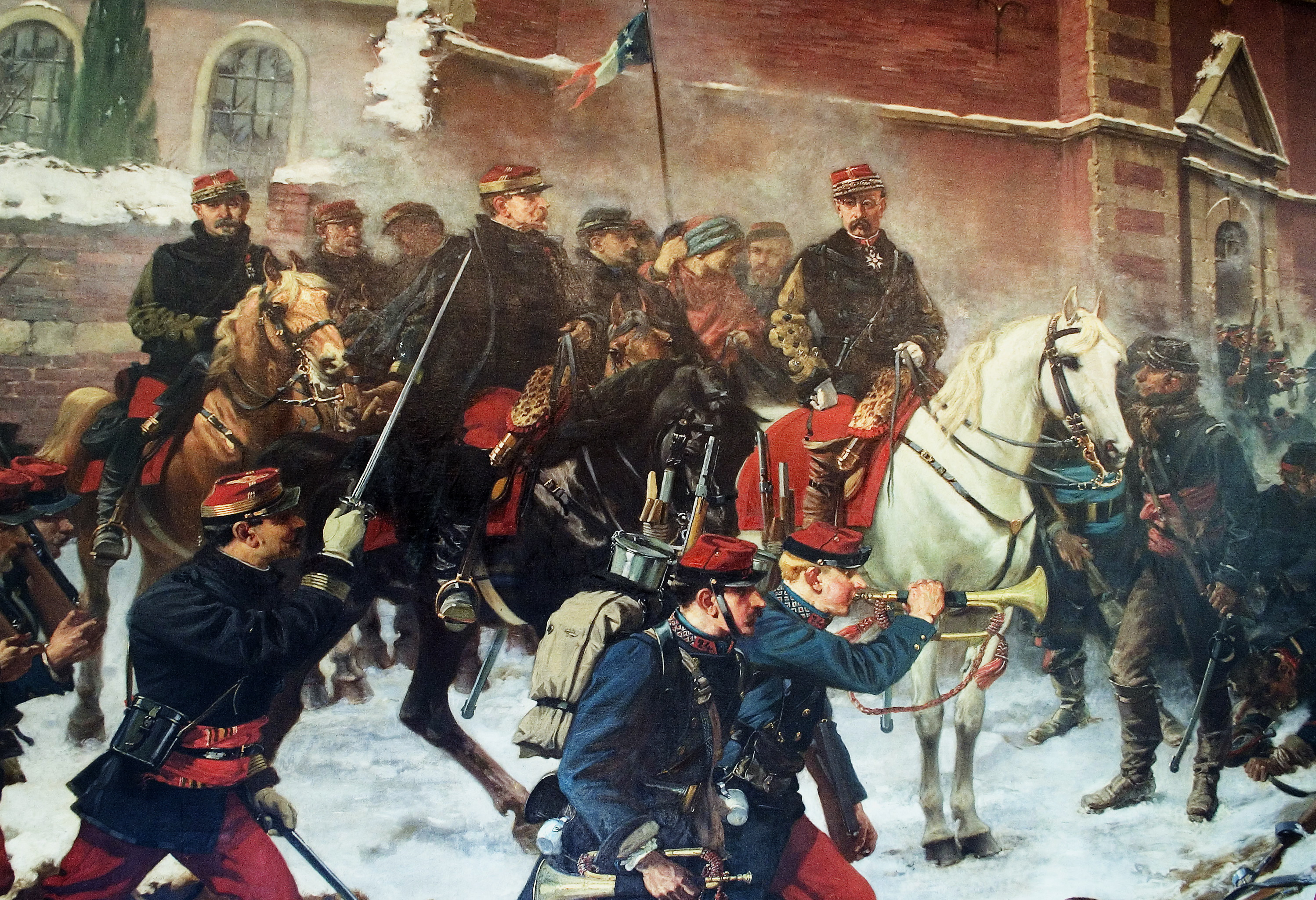
Tướng Faidherbe trong trận Bapaume.

Binh đoàn 1 trong ngày 23 và 24 tháng 12 năm 1870 được điều động tham chiến trong Trận Hallue. Binh đoàn phương Bắc của Pháp bao gồm 2 quân đoàn XXII và XXIII, với khoảng 43.000 người và 80 khẩu pháo. Binh lực của Phổ đối chiến trực tiếp chỉ có quân số khoảng 22.000 người, bao gồm cả quân đoàn VIII (gồm các sư đoàn 15 và 16), một lữ đoàn của sư đoàn 2, sư đoàn 3 kỵ binh và một số đơn vị nhỏ. Tuy nhiên, quân Pháp vẫn ở thế hạ phong, vì vậy vào ngày 25. tháng 12, tướng Faidherbe phải ra lênh chấm dứt giao tranh và rút lui, đưa Sư đoàn Barnekow và Sư đoàn 3 dự bị về Pháo đài Péronne. Sau khi các lực lượng mới của Pháp tại Amiens bị đánh tan và Mezieres thất thủ, ngày 1 tháng 1 năm 1871, Quân đoàn VIII cũng tập trung về Bapaume. Tại Arras, tướng Faidherbe tập hợp lại lực lượng, 3 tháng 1, tiếp tục phát động tấn công với trận Bapaume nhưng thất bại.
Sau khi Manteuffel được bổ nhiệm làm chỉ huy Binh đoàn phương Nam Südarmee, tướng von Goeben lên nắm quyền chỉ huy Binh đoàn 1 vào ngày 9 tháng 1 năm 1871. Binh đoàn phương Bắc của Pháp dưới sự chỉ huy của tướng Faidherbe bị đánh bại vào ngày 19 tháng 1 trong Trận Saint-Quentin. Ngày 28 tháng 1, Hiệp định đình chiến Versailles kết thúc chiến sự được ký kết.